# Кровяные блинчики
Кровяные блинчики (латыш. asins pankūkas, фин. verilettu) — национальное блюдо латышей и финнов, самая древняя латышская еда. Отличительной чертой приготовления кровяных блинчиков является использование крови вместо молока. 
Происхождение этого национального блюда связано с верованиями суйтов, католического латышского населения Алсунгского края, которые считали, что выливать кровь — грех. Сегодня суйтов насчитывается около 2000 человек, и они включены в список нематериальных ценностей ЮНЕСКО.

## Приготовление

### По-суйтски
Жидкую процеженную кровь льют в миску для блинов. Добавляют воду, солят, если нужно, и замешивают пшеничной мукой. Выпекают небольшие круглые блины на сковороде, в нагретом свином жире. Подают к столу с брусничным вареньем.

### Используемы ингредиенты

###### 3 порции, время приготовления от 35 минут
- кровь свиная — 65 гр.
- яйцо — 1 шт.
- мёд — 2 ст. л.
- молоко — 200 мл.
- сахар — 2 ст. л.
- соль – по вкусу
- орегано – по вкусу
- черный перец – по вкусу
- мука ржаная — 5 ст. л.
- лук-шалот — 1 шт.
- масло растительное – по вкусу
- масло сливочное — 50 гр.
- сода – по вкусу
- уксус винный красный – по вкусу
- смородина черная — 150 гр.
- вода — 150 мл.